# Sérgio Ricardo
Pour les articles homonymes, voir Sergio, Serginho et Ricardo.
Sérgio Ricardo Messias Neves, plus connu sous le nom de Sérgio Ricardo, Serginho das Arábias, Serginho ou tout simplement Sergio (né le 25 mai 1974 à Salvador dans l'état de Bahia) est un joueur de football brésilien, qui évoluait au poste d'attaquant.

## Biographie
Serginho joue au Brésil, en Arabie saoudite, en Turquie, au Qatar et au Koweït.

## Palmarès
| Corinthians - Coupe du Brésil (1) : - Vainqueur : 1995. - Championnat de São Paulo (1) : - Champion : 1995. |  | Vitória - Championnat de Bahia (1) : - Champion : 1996. |  | Botafogo - Championnat de Rio de Janeiro (2) : - Champion : 1997 et 2010. |

| Al Ahli - Coupe Crown Prince d'Arabie Saoudite (1) : - Vainqueur : 1998.                                                              |  | Al Sadd - Coupe Sheikh Jassem du Qatar (1) : - Vainqueur : 1999.                                                         |  | Al Hilal \| - Coupe Crown Prince d'Arabie Saoudite (1) : - Vainqueur : 2000. - Coupe de la Fédération d'Arabie saoudite (1) : - Vainqueur : 2000. \| \| - Coupe d'Asie des clubs champions (1) : - Vainqueur : 1999-00. - Coupe d'Asie des clubs champions : - Finaliste : 2000. \| |
| - Coupe Crown Prince d'Arabie Saoudite (1) : - Vainqueur : 2000. - Coupe de la Fédération d'Arabie saoudite (1) : - Vainqueur : 2000. |  | - Coupe d'Asie des clubs champions (1) : - Vainqueur : 1999-00. - Coupe d'Asie des clubs champions : - Finaliste : 2000. |  | |

| Ittihad - Championnat d'Arabie saoudite (1) : - Champion : 2002-03. - Vice-champion : 2001-02. - Coupe Crown Prince d'Arabie Saoudite : - Finaliste : 2002. |  | Al Gharafa - Coupe Crown Prince de Qatar : - Finaliste : 2005. - Coupe Sheikh Jassem du Qatar (1) : - Vainqueur : 2005. |  | Al Salmiya - Coupe du Koweït : - Finaliste : 2007. |